# Strada provinciale 40 Binasco-Melegnano
La strada provinciale 40 Binasco-Melegnano (conosciuta anche come "Binasca" o "Binaschina") è una strada provinciale della Città metropolitana di Milano che unisce l'ex strada statale 35 dei Giovi a Binasco con la strada statale 9 Via Emilia a Melegnano. La SP 40 è un'arteria fondamentale per il 'sud Milano' in quanto collega l'autostrada A7 con l'autostrada A1 ed attraversa numerose zone logistiche ed industriali. Misura 18,2 km e si sviluppa in direzione ovest-est.

## Percorso
La SP 40 nasce dalla rotonda dell'ex strada statale 35 dei Giovi a Binasco nei pressi dell'uscita omonima dell'autostrada A7 procedendo in direzione est. Dopo aver passato lo svincolo con l'area commerciale "il Girasole", arriva nei pressi di Lacchiarella, dove si incrocia mediante rotatoria con la SP105, successivamente si incontra la strada comunale per Basiglio e Milano 3, e il centro sportivo-naturalistico "Oasi di Lacchiarella". Si incrocia con la SP28 Vigentina per Pieve Emanuele e la strada comunale che conduce alla frazione di Villamaggiore e all'omonima stazione ferroviaria, successivamente scavalca la Ferrovia Milano-Genova e incrocia immediatamente la SP 205 Vigentina per Pavia nei pressi di Siziano. Il tratto di strada all'interno di questo comune ha la particolarità di essere geograficamente in provincia di Pavia, ma di essere gestita dall'ente provinciale milanese. Dopo aver costeggiato la zona industriale del comune pavese, ne lambisce la frazione di Gnignano e oltrepassa il fiume Lambro Meridionale al km 10,5 tornando nella provincia di Milano. Incrocia l'ex strada statale 412 della Val Tidone al km 11,8 e successivamente si dirige verso l'abitato di Carpiano, il quale è raggiungibile con una prima rotatoria, che incrocia anche la strada che lo collega a San Giuliano Milanese, mentre una seconda collega la zona industriale. Al Km 16,5 si incrocia l'autostrada A1 (uscita "Binasco-Melegnano"), dapprima l'ingresso in direzione sud tramite rotatoria che immette anche sulla strada per San Zenone al Lambro, solo dopo aver superato l'autostrada è presente lo svincolo per l'ingresso in direzione nord. Subito dopo viene passata la Ferrovia Milano-Bologna (alta velocità) tramite sottopasso e ci si trova nella zona industriale di Melegnano dove è possibile tramite rotatoria raggiungere l'omonima stazione ferroviaria, scavalcata la Ferrovia Milano-Bologna si congiunge alla Strada statale 9 Via Emilia con una rotatoria.

## Caratteristiche
La SP 40 si presenta a carreggiata unica con una corsia per senso di marcia ad eccezione di due brevi tratti: a Lacchiarella, nei pressi del centro commerciale "il Girasole" ed a Melegnano, in corrispondenza dello svincolo per l'A1. In questi due tratti la strada è a due corsie per senso di marcia. Gli incroci con le numerose strade incontrate sono regolati da rotatorie ed in tutto il suo percorso non è presente alcun incrocio regolato da semafori.